# Іл-2
Іл-2 — радянський штурмовик часів Другої світової війни, створений в ОКБ Іллюшина під керівництвом Сергія Володимировича Іллюшина. Наймасовіший літак 1940-х років, було випущено понад 36 тисяч штук.

## Прізвиська
У Червоній армії літак отримав прізвисько «Горбатий» (за характерну форму фюзеляжу). Конструктори називали розроблений ними літак «Літаючим танком». Німецькі пілоти за живучість називали його нім. «Betonflugzeug» — «бетонний літак» та нім. «Zementbomber» — «цементований бомбардувальник». Згідно із післявоєнною радянською і російською пропагандою у наземних військ вермахту літак мав лиховісну славу та заслужив декілька почесних прізвиськ: «м'ясник» нім. "Schlächter", «м'ясорубка» — нім. "Fleischwolf", «Залізний Густав» — нім. "Eiserner Gustav".
Насправді літак мав вразливий мастильний насос та єдиний рядний двигун, тому (попри тяжке бронювання) був досить вразливим і часто виходив з ладу у повітрі з технічних причин. Пілот гинув. А широку відомість серед німецьких військ літак здобув із огляду на те, що тривалий час був єдиним радянським літаком, який брав участь у боях проти наземних цілей.

## Історія створення
Досвід боїв в Іспанії показав ефективність авіації безпосередньої підтримки військ, і 16 грудня 1937 року керівництво НДІ ВПС СРСР поставило вимогу негайно включити в план робіт з авіабудування створення броньованого штурмовика з потужним озброєнням пристосованого до польотів на низьких висотах. Концепцією зацікавився Іллюшин Сергій Володимирович, який в той час працював головним конструктором на заводі № 39, і на початку лютого 1939 року надіслав доповідну записку, в якій детальніше описав майбутній літак: визначною особливістю мав стати бронекорпус, який включався в планер і мав захищати екіпаж, двигун, масляні радіатори і паливні баки. Інші елементи мали б бути дерев'яним.
5 травня 1938 року було видано план на побудову на заводі № 39 трьох двомісних броньованих штурмовиків з моторами АМ-34ФРН (1050 к.с.), які отримали позначення БШ-2 (Броньований Штурмовик, заводське маркування ЦКБ-55). Технічне завдання вимагало від літака наступні характеристики: максимальна швидкість біля землі — 385—400 км/год, дальність польоту — 800 км, практична стеля — 8000 м, і посадкова швидкість — 105—110 км/год. Озброєння мало складатись з двох 12,7-мм кулеметів і двох 7,62-мм кулеметів, а також 250 кг бомб. Також два кулемети мали бути в кабіні стрільця.
В процесі розробки двигун було замінено на потужніший 12-и циліндровий двигун водяного охолодження АМ-35 (1350 к.с.). Також було змінено й озброєння — курсове озброєння було зменшено до чотирьох 7,62-мм кулеметів ШКАС, захисне — до одного кулемета. Натомість було збільшено бомбове навантаження — до 400 кг. Штурмовик в основному мав нести малокаліберні бомби, для яких передбачались бомбові відсіки в фюзеляжі, а для бомб більшого калібру мали бути зовнішні підвіси. Перший дослідний БШ-2 піднявся в повітря 2 жовтня 1939 року. 20 грудня на випробування надійшов і другий прототип.
Тестові польоти були невдалими — літак не відповідав вимогами по швидкості, дальності і швидкопідйомності. Також були й інші вади — погане керування і огляд з кабіни. Основною причиною проблем було визнано низьку тягооснащеність літака і запропоновано використати двигун АМ-38 потужністю 1600 к.с. Намагаючись також зменшити масу літака Іллюшин вирішив відійти від вимог завдання і за власною ініціативою переробив перший прототип в одномісний. Це істотно скоротило обсяг бронекорпусу; на місце стрільця був встановлений додатковий паливний бак і додаткове бронювання заднього центрування по масі, що також викликало нарікання — воно погіршувало керованість. Зекономлена маса дозволила штурмовикам задовольняти пропонованим до них вимогам щодо швидкості, а додатковий бак підвищив дальність польоту. 11 жовтня 1940 року була видана вказівка на серійне виробництво саме одномісного БШ-2 з двигуном АМ-38. В грудні 1940 року БШ-2 було перейменовано на Іл-2.
Основним виробником став завод № 18 в Воронежі (після початку війни евакуйований в Куйбишев), який з 1940 по 1945 рік виготовив 15 099 Іл-2. Московські заводи № 1 (теж евакуйований в Куйбишев) і № 30 виготовили 11 929 і 8865 літаків відповідно, невелику партію в 270 літак також було виготовлено на заводі № 381 в Ленінграді.

## Основні модифікації

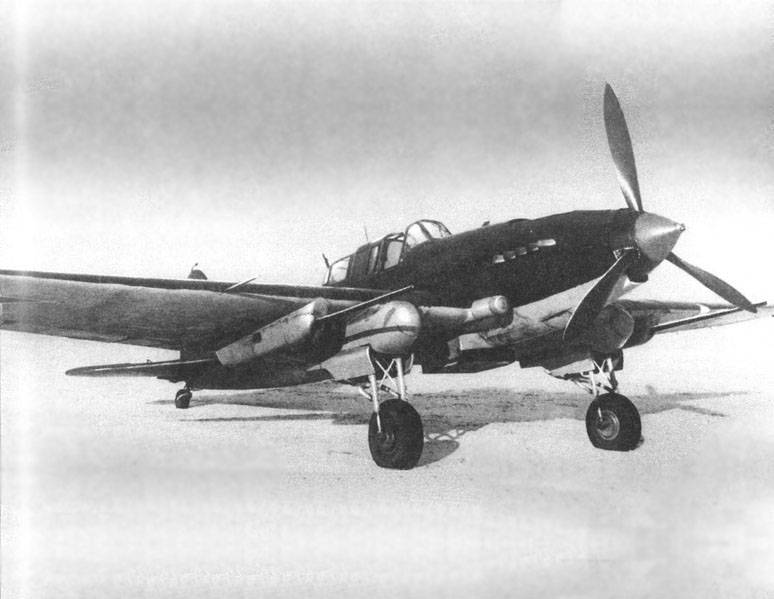
Іл-2 з гарматами НС-37

- Іл-2 (одномісний) — оснащувався двигуном АМ-38 потужністю 1600 к.с. Озброєння: 2 × 20-мм гармати ШВАК (з кінця 1941 року замінялись на 23-мм гармати ВЯ-23) і 2 × 7,62-мм кулемети ШКАС. Маса бомбового навантаження 400 кг (на зовнішніх підвісах — 600 кг.). Під крилом можливе встановлення восьми 82-мм некерованих ракет РС-82. Частина літаків в польових умовах переобладнувалась в двомісні з встановленням 7,62-мм або 12,7-мм кулемет.
- Іл-2 (двомісний) — двигун АМ-38, озброєння: 2 × 23-мм гармати ВЯ-23, 2 × 7,62-мм кулемети ШКАС і 1 12,7-мм кулемет УБТ в кабіні стрільця. Маса бомбового навантаження — 300 кг. Будувався з середини 1942 року.
- Іл-2 (зразка 1943 року) — оснащувався двигуном АМ-38Ф потужністю 1720 к.с. Маса бомбового навантаження зросла до 400 кг.
- Іл-2м3 (деколи Іл-2 КСС від рос. крыло со "стрелкой" — крило зі «стрілкою») — нові суцільнометалеві консолі крил з невеликою стріловидністю по передньому краю. Двигун АМ-38Ф, озброєння відповідало попередній модифікації. Максимальна маса бомбового навантаження — 600 кг.
- Іл-2 НС-37 — протитанкова модифікація. Курсове озброєння складалось з двох 37-мм гармат НС-37 і двох 7,62-мм кулеметів ШАКС. Маса бомбового навантаження — 100 кг (максимальна — 200 кг.) Пізніше з'явились пристосування для використання некерованих ракет. Будувались з літа 1943 року.
- Іл-2КР — розвідник-коригувальник, який зберігав озброєння, але мав додаткове радіообладнання.
- Іл-2У — навчальний варіант з подвійним керуванням.

## Озброєння та особливості конструкції

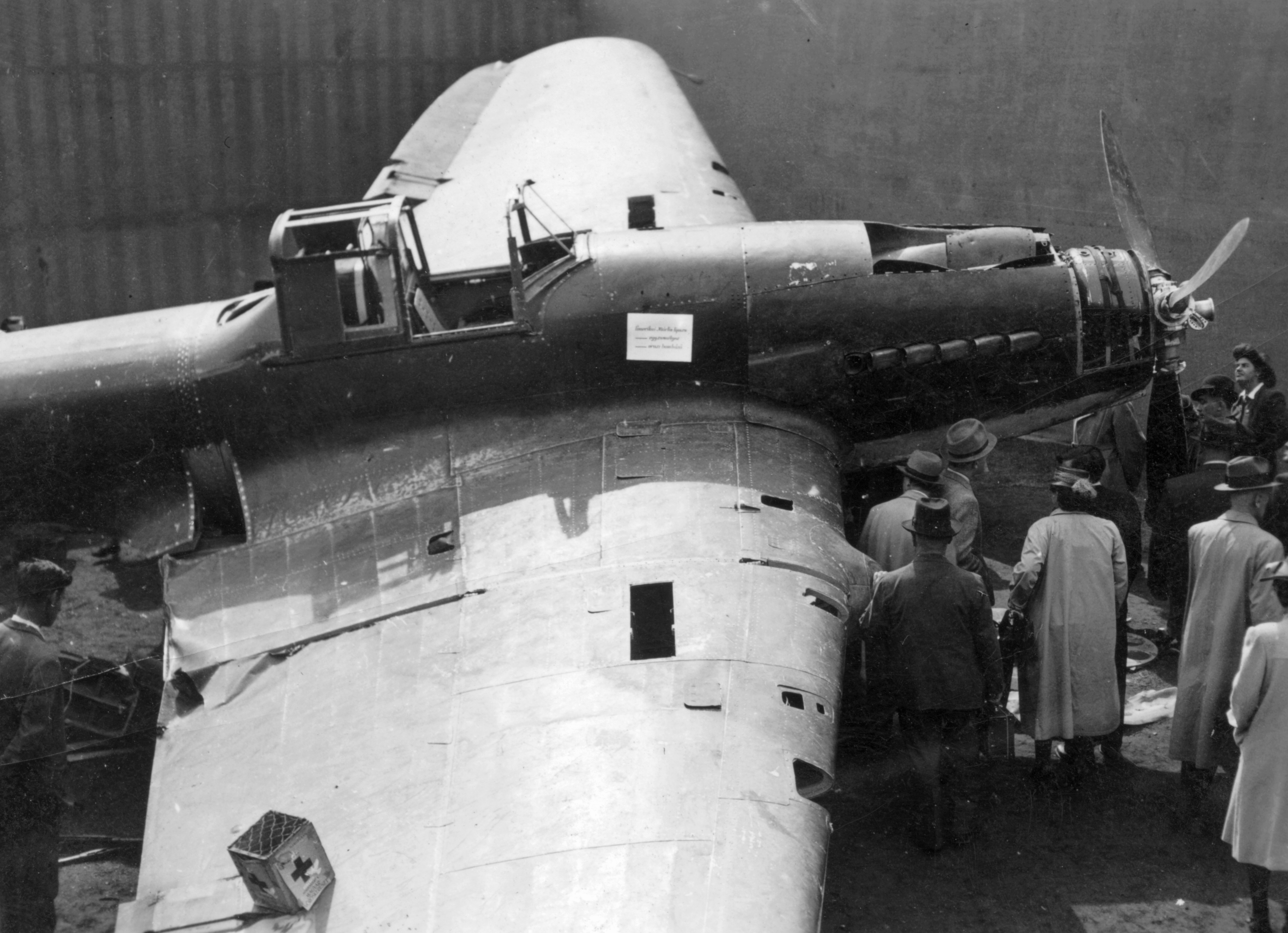
Підбитий одномісний Іл-2 на огляді в Будапешті. 1942 рік.

Одномоторний низькоплан змішаної конструкції. Головна особливість — включення броні в силову схему планера літака. Броня корпусу замінила собою каркас і обшивку всієї носової і середньої частини фюзеляжу. Бронекорпус — клепаний з гомогенної сталевої броні АБ-1 (АБ-2), — закривав двигун, кабіну пілота, радіатори і деякі агрегати (на прототипі бронекорпус захищав також стрільця). Прозора лобова броня козирка кабіни мала товщину 64 мм і витримувала 7,62 мм бронебійну кулю з нульової дистанції.
Існує поширена помилкова думка, що літак спочатку був сконструйований двомісним, але за вказівкою військового керівництва країни Іллюшин був змушений переробити штурмовик в одномісний. Як відомо, з відсутністю оборонного озброєння Іл-2 були пов'язані невиправдано великі втрати цих літаків в перший рік німецько-радянської війни.
Зіткнувшись з великими втратами Іл-2, які не мали оборонного озброєння, ВПС зажадали від Іллюшина знову зробити літак двомісним, що і було реалізовано до кінця 1942 року. Однак, змінити бронекорпус вже не було можливості, тому стрілець перебував за межами бронекорпусу і був захищений лише 6-мм листом броні з боку хвоста. При цьому захист пілота з боку задньої півсфери здійснювався поперечиною з броні марки «ХД», товщиною 12 мм (+6 мм бронеспинкою), що входила в схему бронекорпуса.
Бронекорпус, який би захищав обох членів екіпажу, отримала лише пізніша модифікація літака Іл-10, випуск якої розпочато в 1944

### Двигун
АМ-38 — поршневий, 12-циліндровий з 60° V-подібним розвалом циліндрів рідинного охолодження потужністю в різних варіантах від 1620 до 1720 к. с., розроблений в ОКБ Мікуліна.

### Озброєння
- 2 гармати в консолях крила (спочатку — 20 мм ШВАК, в основній серії — 23 мм ВЯ, у протитанковому варіанті — 37 мм), випробовувався зразок з гарматами 45 мм.
- 2 кулемета ШКАС (крилові)
- Авіабомби, контейнери ПТАБ
- Реактивні снаряди РС-82 або РС-132
- Як оборонне озброєння на двомісних варіантах встановлювався кулемет УБТ калібром 12,7 мм

## Особливості бойового застосування і експлуатації

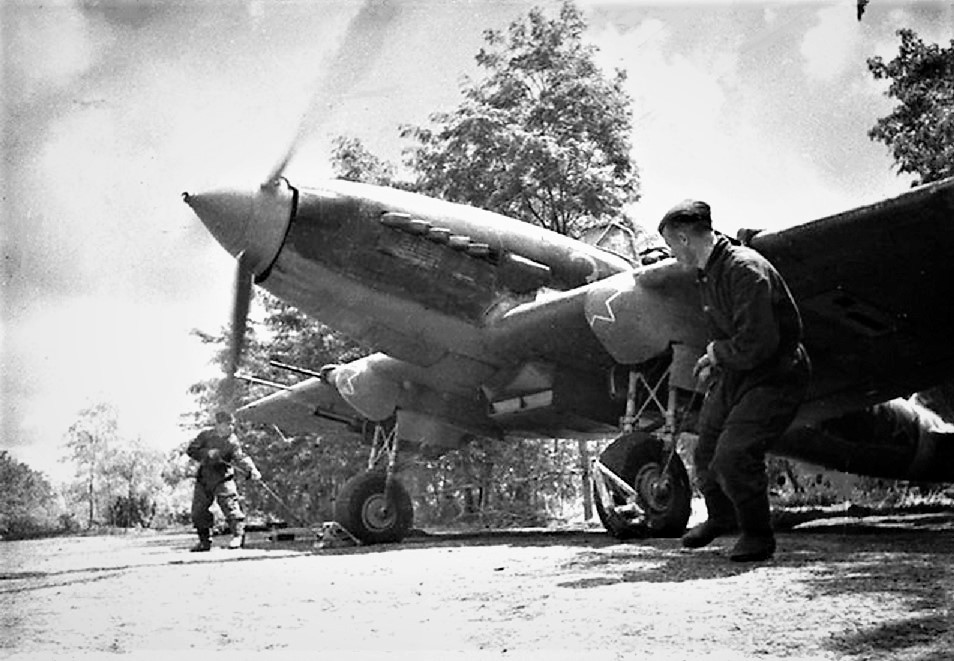
Іл-2 готується до вильоту.

### Тактика
- Атака з малих висот (400—1000 м) на пологому пікіруванні бриючого польоту на висотах 15-50 м, мала висота, висока кутова швидкість і складки місцевості повинні були захищати літак від вогню зенітних гармат, в той час як броня захищала його від стрілецького вогню ворожої піхоти.
- Після витрачення боєзапасу бомб і ракет Іл-2 міг вести повітряний бій з ворожими літаками.
- Іноді радянські льотчики для атаки німецьких бомбардувальників Ju 87 («лапотників»), користуючись зовнішньою схожістю машин, застосовували тактичний прийом «одягти лапті», тобто випустити шасі і прилаштуватися до строю німецьких літаків.

### Ефективність
Найменш ефективним засобом ураження бронетанкової техніки противника в початковий період війни були авіабомби. 25 червня 780 літако-вильотів дозволило знищити 30 танків, 16 гармат і 60 автомашин з живою силою. При полігонних випробуваннях три льотчика 245-го ШАП, що мали бойовий досвід, змогли добитися всього 9 влучень у танк при загальній витраті боєприпасів в 300 снарядів до гармат ШВАК і 1290 патронів до кулеметів ШКАС. При цьому найкращі результати досягалися при використанні фугасних авіабомб типу ФАБ-100. Однак, ФАБ-100 пробивала 30-мм бортову і кормову броню німецьких середніх танків лише на відстані 5 м і ближче. А при ударі об землю бомби рикошетили і розривалися далеко від цілі. Крім того, при низькій точності бомбометання використання ФАБ-100 було малоефективним. При ударі з бриючого польоту групою з 4-6 літаків перша частина літаків змушена була використовувати ФАБ-100 з уповільненням детонаторів у 22 секунди (щоб вибух не пошкодив літаки, що летять слідом), так отже, цілі мали можливість від'їхати на певну відстань і не отримати пошкоджень. Ефективне бомбометання проводили лише задні літаки групи.
Найбільш ефективною протитанковою зброєю в початковий період війни показали себе капсули з білим фосфором, які масово скидалися на танкові колони. Однак, фосфор виявився дуже «примхливим» в плані вологості, температури і вітру, внаслідок чого застосовувався дуже обмежено. У 1943 році під час боїв на Курській дузі в арсеналі Іл-2 з'явилися ПТАБ (протитанкові авіабомби) з кумулятивною бойовою частиною, що споряджалися в контейнери по 48 штук. Скидання їх на швидкості 340—360 км/год з висоти 200 м давало розкид близько 1 бомби на 15 м² і смугу суцільного ураження ~30×100 м. В перші дні ефективність була разючою (до 6-8 танків з 1-го заходу). Проте вже через тиждень зміна шикування німецьких танків на марші різко знизила ефективність даних боєприпасів, а через те, що витрата повного боєкомплекту для враження 1-2х танків (при успішному заході) вже не вважалася доцільною, перевагу було віддано авіагарматам.
Незважаючи на те, що в роки війни було виготовлено 12,37 млн. ПТАБ-2,5-1,5, їх не згадують німецькі джерела безпосередньо, хоча їх високу потенційну ефективність підтверджує та терміновість, з якою було прийнято вищезазначене рішення про зміну шикувань німецьких танків на марші. Сумарні втрати німецьких танків за російськими офіційними даними склали 32,5 тис. од., причому велика їх частина була знищена винищувальними протитанковими полками і танками РСЧА. Побічно це свідчить про обмежену ефективність застосування даного боєприпасу Іл-2.

Бойове застосування Іл-2 утруднювалося відсутністю в початковий період війни відповідних інструкцій і настанов:
|  | Не знаю, як це вийшло, але не тільки у частинах, але в самому управлінні 8-ї повітряної армії не було необхідних документів з бойового застосування Іл-2. А раз так, то льотчики діяли на власний розсуд, часто не самим раціональним способом — Зі спогадів маршала авіації В. І. Пстиго. |

Стрільба з гармати ШВАК з прицілюванням по окремому танку зі складу колони на випробування в НДІ озброєння ВПС забезпечила в трьох вильотах при загальній витраті 553 снарядів 20 попадань в колону танків (3,6 %), з них лише 6 влучень у танк точки наводки (1,0 %), решта — в інші танки зі складу колони. При стрільбі з гармати ВЯ-23 при загальній витраті 435 снарядів у 6 вильотів пілоти 245-го ШАП отримали 46 попадань в колону танків (10,6 %), з них 16 влучень у танк точки наводки (3,7 %). Однак, протидія супротивника в реальному бою знижувала шанси на попадання в ціль. Крім того, броню німецьких середніх танків бронебійні снаряди ВЯ не пробивали з жодного напрямку атаки. При цьому навіть відносно потужні осколкові 23-мм снаряди Іл-2 містили всього 10 г вибухової речовини, тобто враження навіть неброньованих цілей ними могла бути досягнутою тільки прямим попаданням.
Важкою і невирішеною проблемою був також захист стрільця. У перші роки війни штурмовики (а їх пілоти не навчалися навіть основам повітряного бою), часто позбавлені винищувального прикриття, при зустрічі з винищувачами противника намагалися відриватися на бриючому польоті. Даний прийом призводив до масових втрат і пілоти вимагали розміщення стрільця. Така модернізація часто проводилася прямо в частинах, місце для стрільця вирізувалося позаду бронекорпусу і його захист взагалі був відсутній. З 1942 з'явилася двомісна заводська версія, але через проблеми з центруванням стрілець був захищений 6 мм бронеплитою (для порівняння задня стінка бронекорпуса 12 мм) тільки з боку хвоста. Наслідком недостатньої захищеності була висока смертність серед стрільців: за час проведення військових випробувань на 8 уражених стрільців вийшов з ладу всього 1 пілот. В середньому за статистичними оцінками, при атаці винищувачем ймовірність ураження стрільця була в 2-2,5 рази вище, ніж літака, що захищається ним, хоча від зенітного вогню це співвідношення було 1:1. Слід зазначити, що втрати Ілів від винищувачів протягом усієї війни були нижче, ніж втрати від зенітної артилерії, а з 1943 вильоти штурмовиків проводилися тільки з винищувальним прикриттям. Це знижувало важливість стрільця в складі екіпажу, і з 1944 досвідчені пілоти часто літали без стрільців. Тим не менш наступний штурмовик Іл-10 будувався спочатку двомісним, як і реактивні проекти Ільюшина (Іл-40, Іл-102).
Іл-2 мав дуже низьку ремонтопридатність, відновлення аварійних літаків у полкових умовах являло досить значну проблему, здебільшого пов'язану з тим, що майже повністю була відсутня уніфікація вузлів і агрегатів. Через дешевизну потокового виробництва і масового використання малокваліфікованої робочої сили (жінок і дітей без відповідної профільної освіти) практично всі вузли і агрегати планера мали індивідуальну підгонку («напилком») під конкретну машину і застосувати запчастини з несправних літаків було технічно складно або неможливо. Саме починаючи з Іл-2 в радянській авіації ввели обов'язкове маркування «знімного обладнання» (тобто знімних вузлів підвіски озброєння) — на кожен конкретний літак всі вироби знімного обладнання маркувались трафаретом з нанесенням бортового номера машини, щоб запобігти переплутування при замінах варіантів озброєння і неминучих наступних «холостих» робіт в умовах жорсткого хронометражу.

## Історія використання

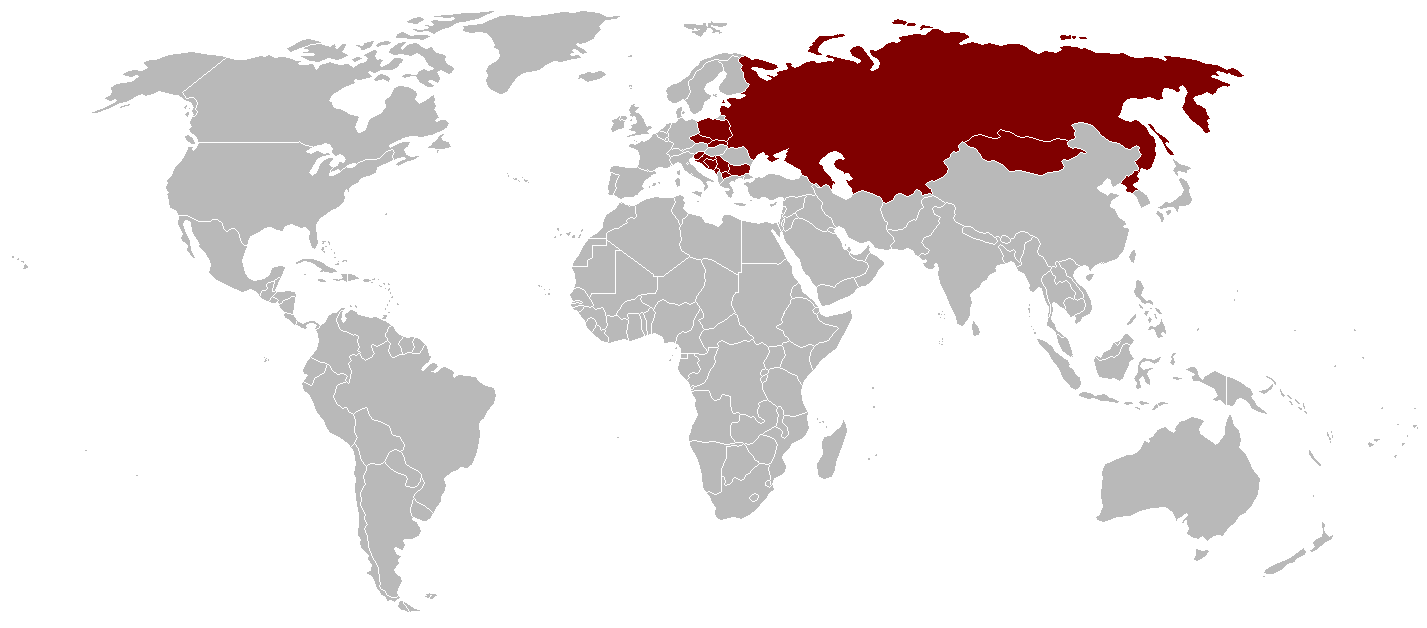
Країни, повітряні сили яких мали на озброєнні Іл-2

До початку радянської війни тільки один 4-й ШАП був повністю оснащений Іл-2. Перший бойовий виліт відбувся вже 27 червня 1941 року, коли 5 Іл-2 завдала бомбового і ракетного удару по колоні Вермахту біля Бобруйська. В наступні дні нальоти на колони продовжувались, також Іл-2 використовувались для знищень переправ через ріки. Через активне використання за дванадцять днів було втрачено 40 Іл-2, ще 9 довелось відправити на ремонт через серйозні пошкодження, тому на початок Смоленської битви в полку було тільки 10 літаків. 20 серпня 4-й полк був виведений з фронту. Схожі ситуації повторювались і з іншими полками Іл-2 — декілька тижнів активних боїв і виведення для поповнення.

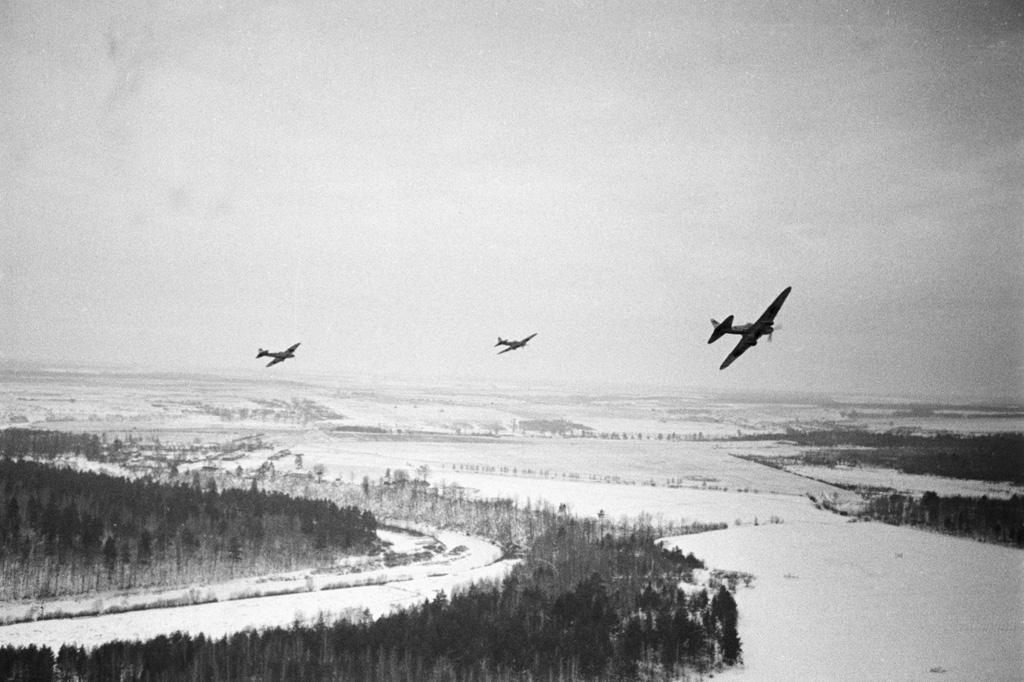
Іл-2 облітають позиції німецьких військ під Москвою. 1 грудня 1941 року.

Перед початком контрнаступу під Москвою в складі чотирьох фронтів було 10 авіаполків Іл-2, проте вони були значно недоукомплектовані і мали тільки 82 Іл-2, з яких 59 боєздатних, що складало близько 10 % всіх літаків на ділянці фронту (746 літаків). Загалом за 1941 рік було втрачено 533 Іл-2 в боях, ще 444 довелось списати через пошкодження.
12 травня 1942 року війська Південно-Західного фронту почали наступ на Харків і на авіаційну підтримку було виділено 5 штурмових полків (92-й, 243-й, 385-й, 431-й і 619-й) які мали 67 Іл-2, ще 18 було в авіації Південного фронту. В кінці травня з тилу надійшли ще три полки, але це не виплинуло на хід наступу, а самі штурмовики зазнали величезних втрат — 1 червня в п'яти полках південно-західного фронту залишилось тільки 14 Іл-2.
З серпня 1942 року основні бої відбуваються біля Сталінграду, де Іл-2 стали основним літаком радянських ВПС виконавши 57 % всіх літако-вильотів. При цьому Іл-2 використовувались не тільки проти колон противника в ближньому тилу, а і проти позицій на вулицях міста. Також почалось використання Іл-2 для нічних нальотів, точніше ранкових і вечірніх, проти аеродромів і залізничних вузлів. Під час контрнаступу радянських військ в листопаді 1942 року біля міста було зосереджено три повітряні армії (8-а, 16-а і 17-а), які мали в своєму складі 450 Іл-2, з яких 317 було боєздатними.
Загалом за 1942 рік було сформовано 140 штурмових авіаполків, з них 14 переформовувались чотири рази, 15 — тричі, а 37 — двічі. На один збитий Іл-2 приходилось 17 бойових вильотів, при цьому була величезна різниця між початком і кінцем року. Через надходження двомісного варіанту і набуття досвіду відносні бойові втрати за рік впали в 1,5-2 рази.

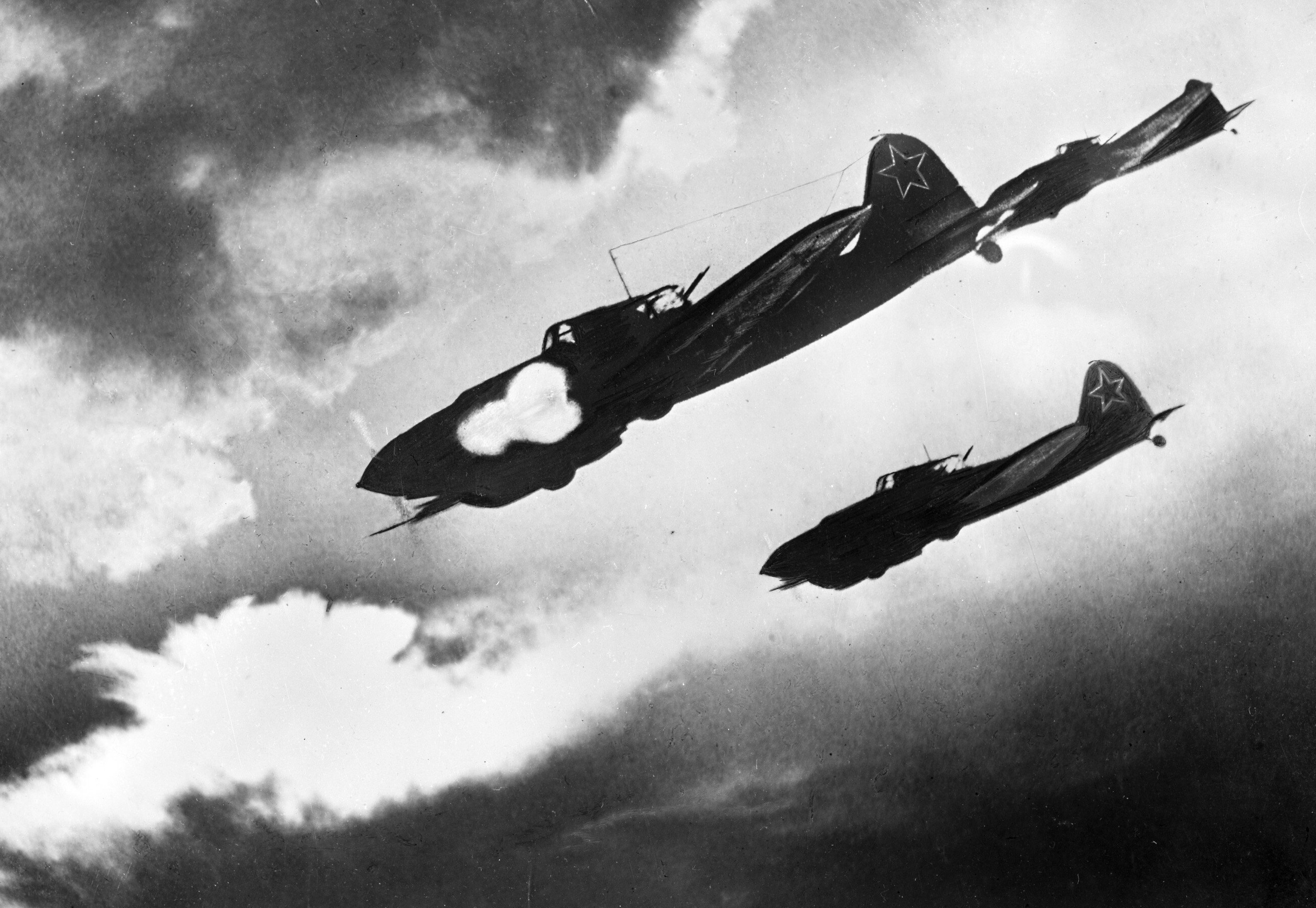
Іл-2 в атаці. Курська дуга. 1 липня 1943 року.

6-16 травня 1943 року, передбачаючи літній наступ німецьких військ, радянські ВПС завдали масованих ударів по аеродромах і залізничних вузлах в тилу противника. В складі бомбардувальних частин було 8 дивізій з Іл-2, але для останніх операція не була простою — за перші два дні було втрачено 70 Іл-2 — майже дві дивізії. Втрати було швидко поповнено і в битві на Курській дузі взяло участь 734 Іл-2. В перші дні битви Іл-2 завдавали ударів по танкових колонах і переправах, а з початком радянського контрнаступу почали масовані бомбардування укріплень на шляху танкових корпусів. Проте після заглиблення останніх на 50-70 км вглиб фронту, Іл-2 не змогли забезпечити належну підтримку через повільне впровадження радіо і відповідно погану взаємодію наземних частин і авіації. Хоча в битві перемогли радянські війська, втрати авіації були високими — 2-а повітряна армія з 5-го по 11-е червня втратила 107 Іл-2 (39 % початкової кількості), а 16-а ПА втратила 138 Іл-2 (50 %).
В 1943 році Іл-2 масово з'являється і в флотській авіації: 1 липня в Чорноморському флоті було 75 Іл-2, в Балтійському — 61, ще 28 в Північному. В флоті Іл-2 використовувались проти малих суден і конвоїв, зокрема Іл-2 Чорноморського флоту перешкоджали постачанням в Кубань, а в листопаді підтримували десант в ході Керченсько-Ельгинської операції.

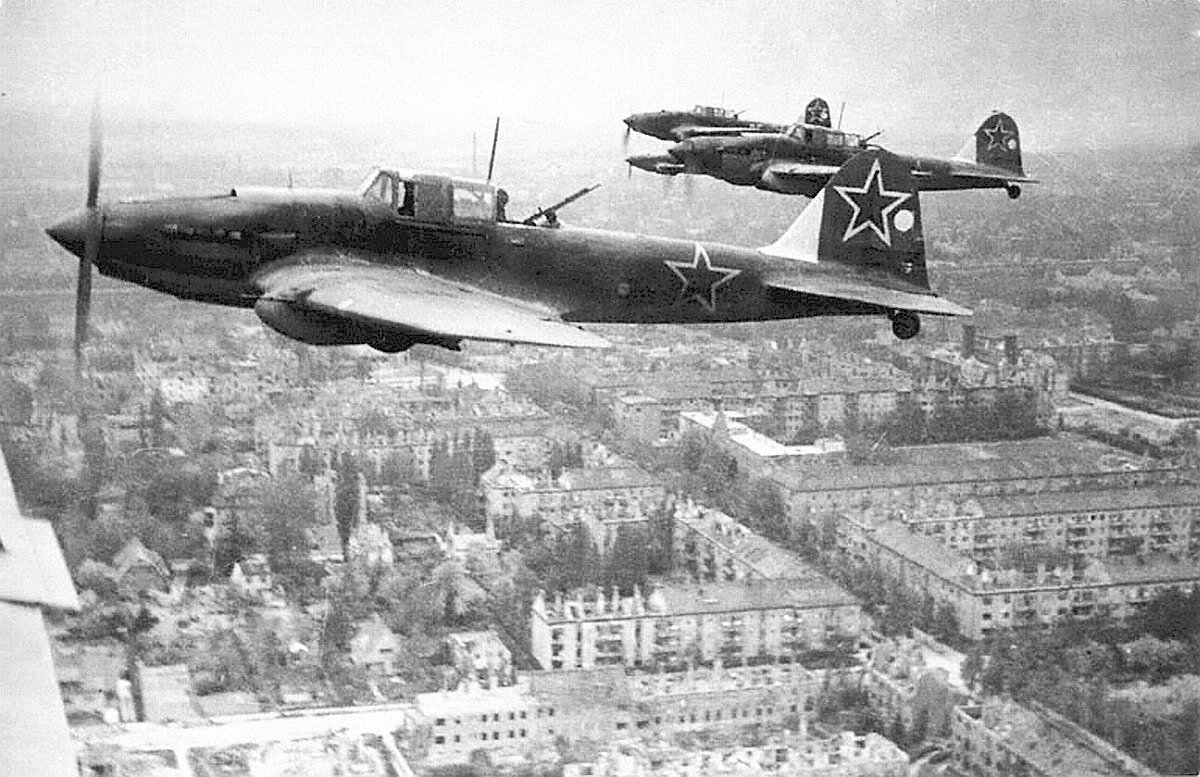
Іл-2 над Берліном. Травень 1945 року.

В січні 1944 року штурмовики 1-го авіакорпусу брали участь в розгромі Вермахту біля Кіровограду, в лютому 6 штурмових дивізій було залучено до Корсунь-Шевченківської операції. Літом 1944 року в розгромі німецької групи армій «Центр» брали участь 2000 Іл-2 в складі п'яти повітряних армій. Значна, хоча і менша, кількість Іл-2 була задіяна в Львівсько-Сандомирській операції.
В 1945 році німецьким військам доводилось обороняти значно менший і укріпленіший фронт, тому роль бомбардувальної авіації зросла. Іл-2 використовувались більш ніж масовано, в середньому на 1 кілометр фронту виділялось 30-35 Іл-2, на деяких ділянках навіть 80. В радянсько-японській війні Іл-2 теж використовувались масово, до осені 1945 року тільки в Тихоокеанському флоті було 205 Іл-2.
Окрім СРСР, Іл-2 стояли на озброєнні в ВПС Польщі (250 Іл-2, 1944-49 рр), Болгарії (130 Іл-2, 1945—1954 рр), Югославії (213 Іл-2), Чехословаччини (35 Іл-2, до 1949 року) і Монголії (78 Іл-2, 1945—1954 рр.)

## Тактико-технічні характеристики

Іл-2 (двомісний)

|                           |                           | Іл-2 (одномісний)       | Іл-2 (1943 року)        | Іл-2м3                  | Іл-2 НС-37              |
| ------------------------- | ------------------------- | ----------------------- | ----------------------- | ----------------------- | ----------------------- |
| Довжина                   | Довжина                   | 11,6 м                  | 11,6 м                  | 11,6 м                  | 11,6 м                  |
| Розмах крил               | Розмах крил               | 14,6 м                  | 14,6 м                  | 14,6 м                  | 14,6 м                  |
| Площа крил                | Площа крил                | 38,5 м²                 | 38,5 м²                 | 38,5 м²                 | 38,5 м²                 |
| Маса                      | пустого                   | 4076 кг                 | 4540 кг                 | 4574 кг                 | 4678 кг                 |
| Маса                      | спорядженого              | 5396 кг                 | 6143 кг                 | 6240 кг                 | 6277 кг                 |
| Двигун                    | Двигун                    | АМ-38                   | АМ-38Ф                  | АМ-38Ф                  | АМ-38Ф                  |
| Потужність                | Потужність                | 1600 к. с.              | 1720 к. с.              | 1720 к. с.              | 1720 к. с.              |
| Максимальна швидкість     | на висоті                 | 423 км/год (на 2500 м.) | 397 км/год (на 1100 м.) | 405 км/год (на 1105 м.) | 387 км/год (на 1320 м.) |
| Максимальна швидкість     | біля землі                | 387 км/год              | 387 км/год              | 405 км/год              | 375 км/год              |
| Дальність польоту         | Дальність польоту         | 740 км                  |                         | 720 км                  | 685 км                  |
| Практична стеля           | Практична стеля           | 6200 м                  | 5500 м                  | 6000 м                  |                         |
| Час набору висоти 1000 м. | Час набору висоти 1000 м. | 1,7 хв                  | 2,5 хв                  | 2,7 хв                  | 3,0 хв                  |

## Вцілілі екземпляри

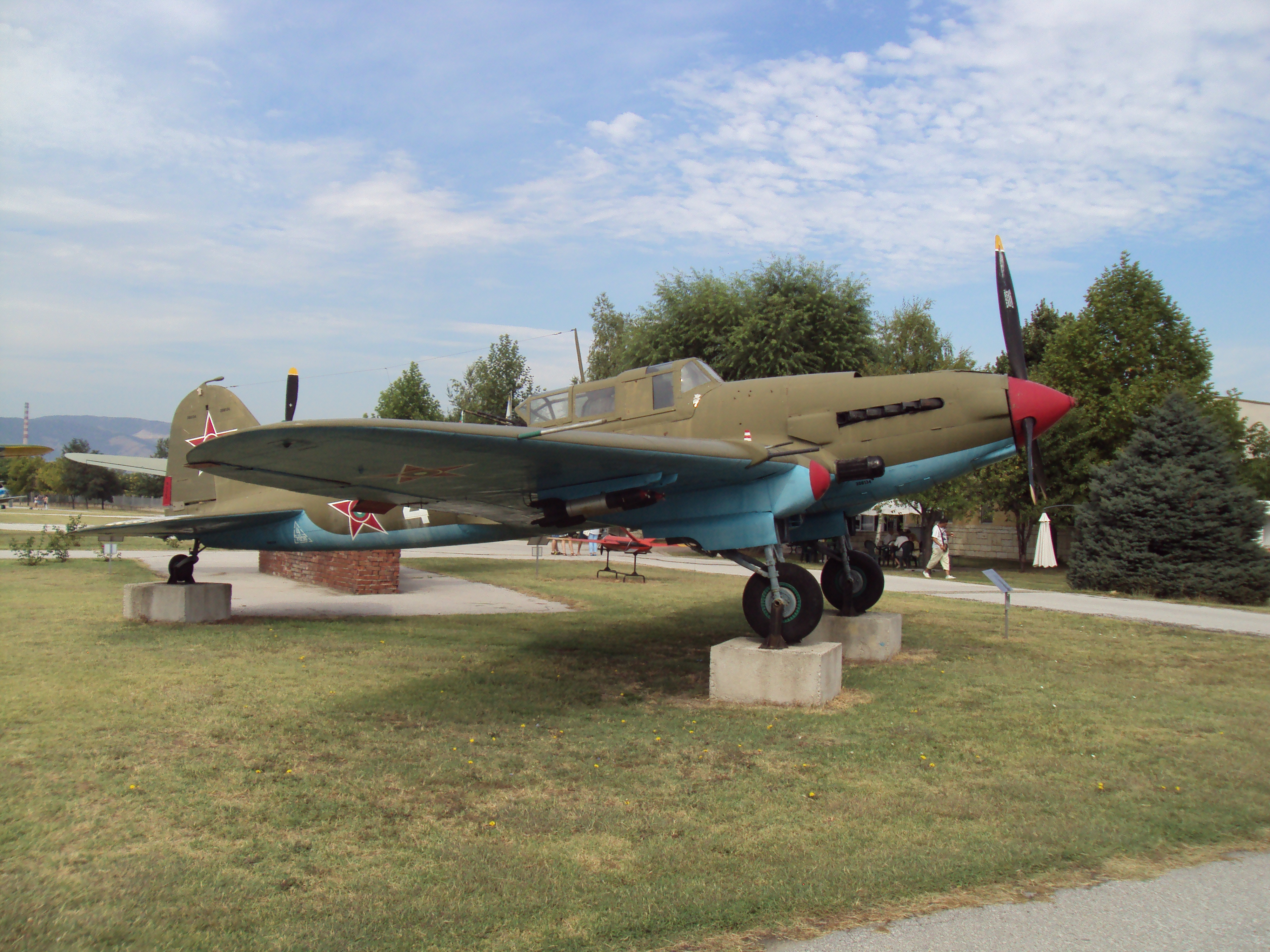
У Національному музеї авіації (Болгарія)
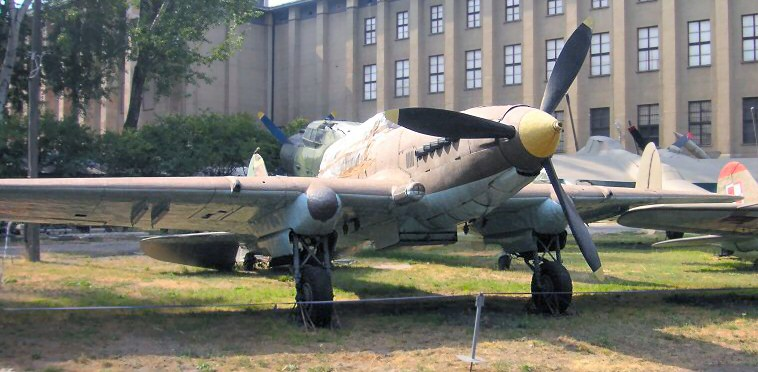
У Варшаві (Військовий музей)
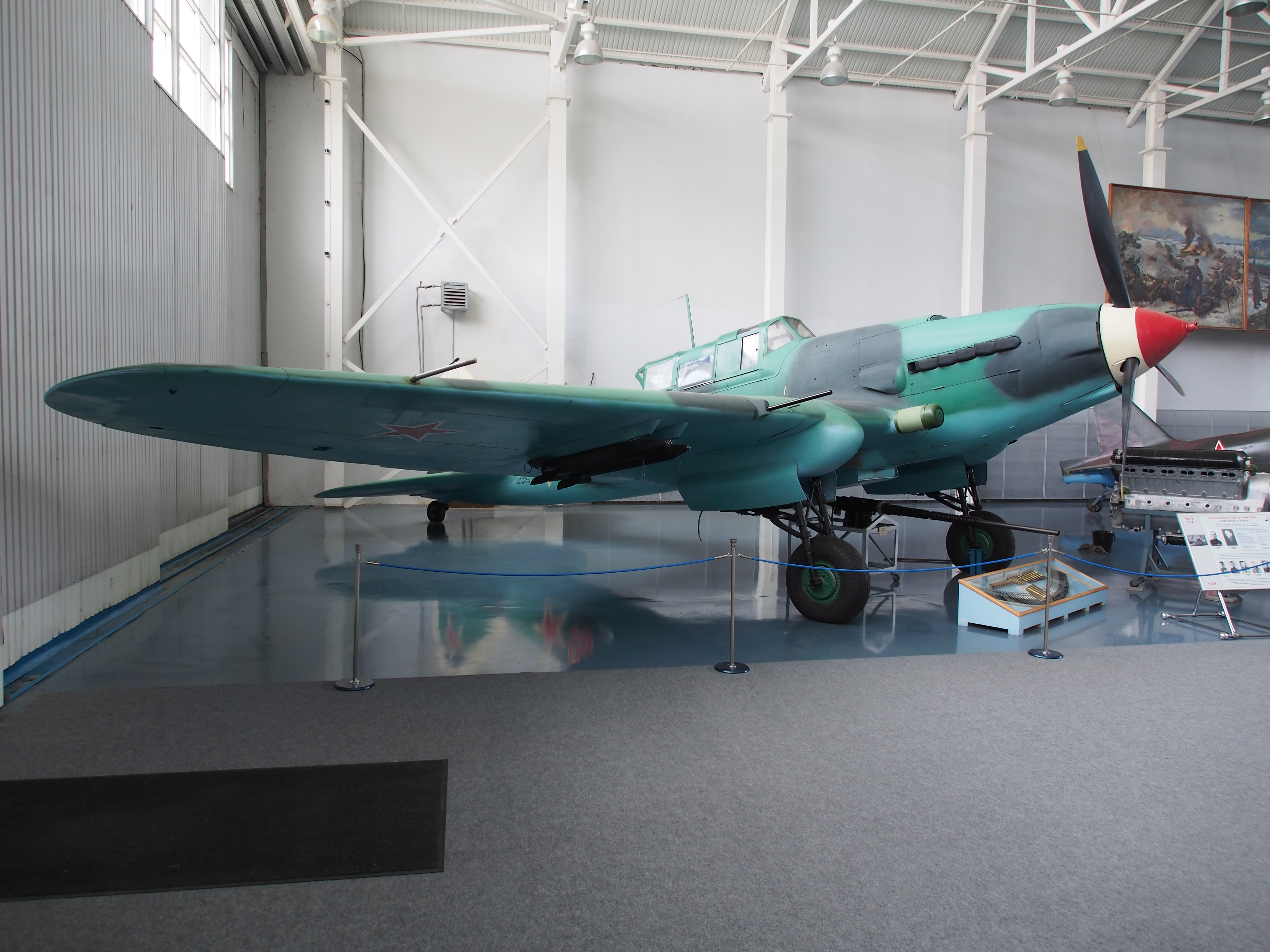
В Центральному музеї ВПС (Росія)
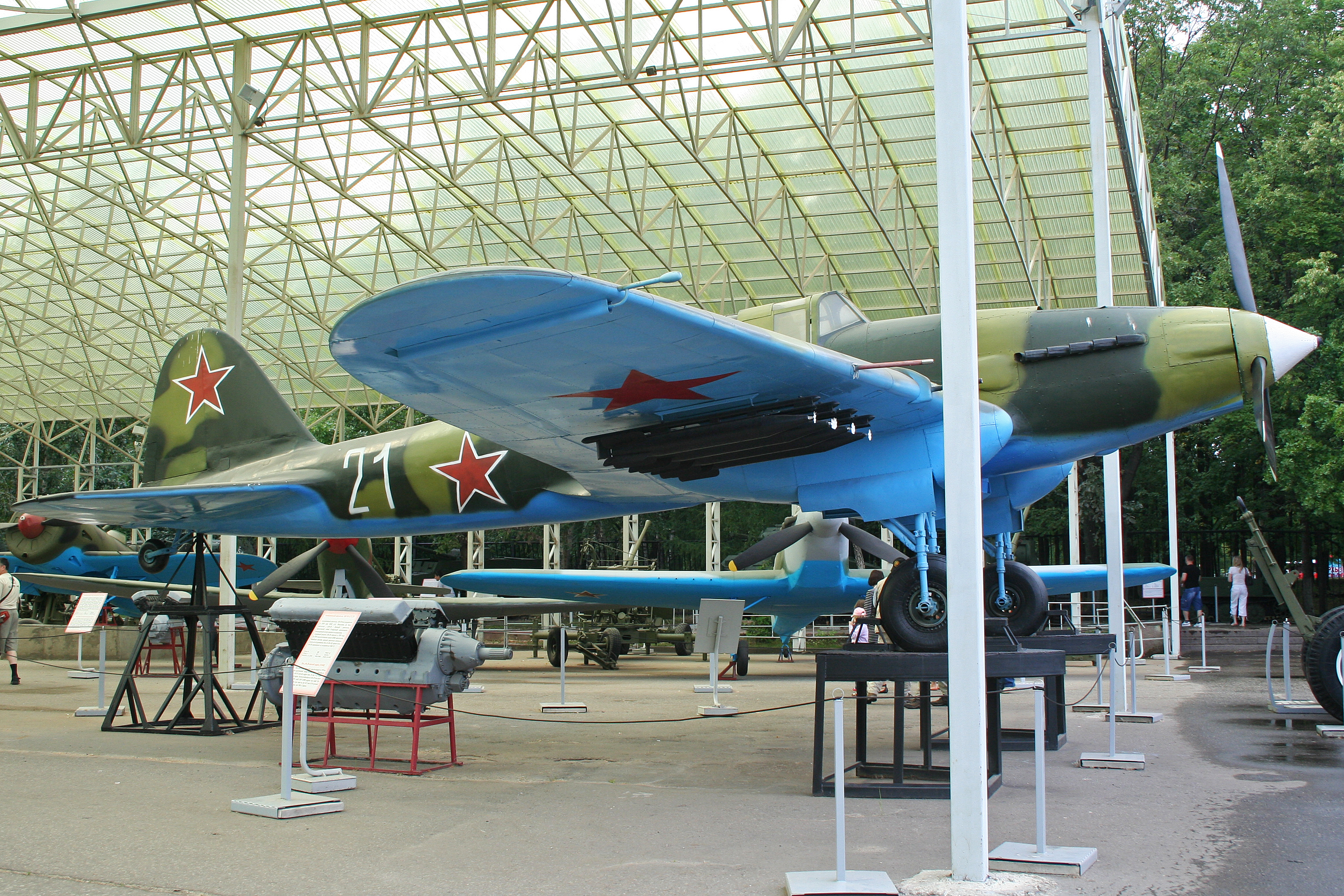
В Музеї Великої Вітчизняної війни (Росія)
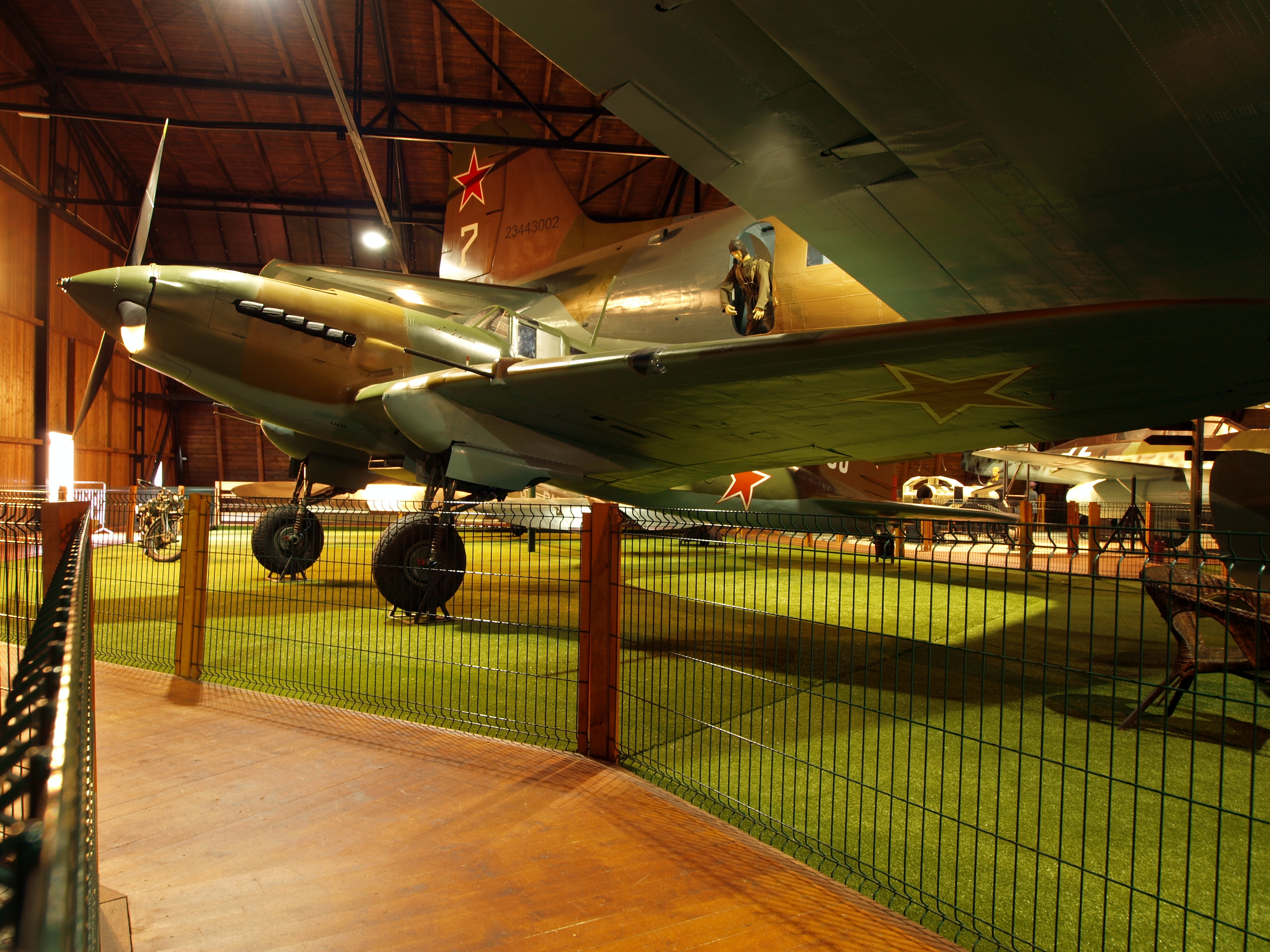
В Празькому авіаційному музеї.